# U-206
Unterseeboot 206 foi um submarino alemão do Tipo VIIC, pertencente a Kriegsmarine que atuou durante a Segunda Guerra Mundial.

## Comandantes
| Comandante           | Data                                        |
| -------------------- | ------------------------------------------- |
| Kptlt. Herbert Opitz | 17 de maio de 1941 - 30 de novembro de 1941 |

## Subordinação
Durante o seu tempo de serviço, esteve subordinado às seguintes flotilhas:
| Período                                     | Flotilha                                  |
| ------------------------------------------- | ----------------------------------------- |
| 17 de maio de 1941 - 1 de junho de 1941     | 3. Unterseebootsflottille (treinamento)   |
| 1 de junho de 1941 - 30 de novembro de 1941 | 3. Unterseebootsflottille (serviço ativo) |

## Operações conjuntas de ataque
O U-206 participou das seguinte operações de ataque combinado durante a sua carreira:
- Rudeltaktik Grönland (10 de agosto de 1941 - 23 de agosto de 1941)
- Rudeltaktik Kurfürst (23 de agosto de 1941 - 2 de setembro de 1941)
- Rudeltaktik Seewolf (2 de setembro de 1941 - 7 de setembro de 1941)
- Rudeltaktik Breslau (2 de outubro de 1941 - 23 de outubro de 1941)